# Андрюшенки
Андрю́шенки (рос. Андрюшенки, марій. Андрей почиҥга) — присілок у складі Сернурського району Марій Ел, Росія. Входить до складу Дубниківського сільського поселення.

## Населення
Населення — 13 осіб (2010; 10 у 2002).
Національний склад (станом на 2002 рік):
- марі — 80 %